# Realidad en el budismo
El budismo envuelve una gran variedad de doctrinas y tradiciones filosóficas, cada una de las cuales tiene una idea de la realidad. Algunas de estas doctrinas son la escuela theravāda, vaibhāṣika, sautrantika, tattvasiddhi (jōjitsu-ron, en japonés), madhyamaka, yogachara, tiantai o huayan. Algunas de ellas se dividen en subescuelas y cada escuela es objeto de interpretación tanto por maestros como por alumnos. Además, algunas tradiciones sin doctrina así como algunos maestros individuales tienen su propia idea sobre la realidad.
Algunos puntos de vista budistas sobre la realidad se relacionan con el origen dependiente mientras otras hablan de causa y efecto.
Algunas consideran que el concepto budista de irrealidad de la realidad, denominada Mara, y su relación con el concepto de la realidad última, es muy confuso. El budismo, consideraría la realidad ilusoria pero no en el sentido de la realidad como una fantasía o irrealidad, sino que nuestras percepciones y precondiciones nos conducen de manera errónea como la manifestación del karma, parte del proceso de impermanencia, similar al concepto hindú de Maya.
Otras escuelas de pensamiento (e.j.: Dzogchen) consideran la realidad percibida literalmente irreal. Como dice un experto: En sentido real, todas las visiones que vemos en nuestras vidas son como un gran sueño. En este contexto, el término visiones denota no únicamente percepción visual, sino apariencias percibidas a través de todos los sentidos: sonidos, olores, gustos y sensaciones táctiles.
Varias escuelas y tradiciones del budismo tibetano dan explicaciones diferentes del mecanismo que produce la ilusión que llamamos realidad

## Realidad en los sutras budistas
Los sutras budistas  dedican un espacio considerable a la noción de la realidad, en cada una de las dos doctrinas principales ―la doctrina de la originación dependiente (pratītyasamutpāda) y la doctrina de causa y efecto (karma y vipaka)― tratando de incorporar tanto lo natural y lo espiritual en su visión del mundo en general. Si bien no hay una fuerza primordial que establezca el universo en movimiento, no hay «argumento cosmológico o primera causa», las enseñanzas budistas sigue estudiando la naturaleza del mundo y nuestro lugar en él.
La escuela theravāda enseña que no hay dios personal universal. El mundo como lo conocemos no tiene su origen en un ser primordial, como Brahmā o Dios. Lo que vemos es sólo un producto de factores transitorios de la existencia, que dependerá funcionalmente entre sí. Se dice que Buda dijo: «El mundo existe por las acciones causales, todas las cosas se producen por la acción causal y todos los seres se rigen y gobiernan por las acciones causales. Se fija como el rodaje de la rueda de un carro, fijada por su eje» (Sutta-nipata 654).
La palabra 'ilusión' se asocia frecuentemente con budismo y la naturaleza de la realidad. Algunas interpretaciones del budismo enseñan que la realidad es una moneda con dos caras: la impermanencia, transitoriedad o anicca y la «no característica propia» o anātman, que se refiere al 'vacío' en algunas escuelas mahāyāna. Dzogchen, como la culminación no dual de la Escuela antigua (una escuela con unos pocos millones de seguidores entre unos cientos de millones de budistas) de Mantrayana, resuelve el atman y anātman en la corriente mental doctrina de Tapihritsa. El Buda Shakyamuni, se dice que enseñó diversas comprensiones e interpretaciones del concepto de «no yo» en el Anatta-lakkhana sutta. En este sutra, se enumeran las características que a menudo se asocian con lo que somos, y se descubre que estas características, en última instancia, no son quienes somos porque estamos sujetos al cambio. Se ilustra la naturaleza cambiante de nuestros sentimientos, percepciones y la conciencia.
Podemos mirar a los conceptos de impermanencia y no-yo en términos objetivos, por ejemplo, deconstruyendo el concepto de un objeto agregado como un loto y ver que la flor se compone enteramente de elementos de no-flor como el suelo, nutrientes, energía fotosintética, agua de lluvia y el esfuerzo de las entidades que nutrió e hizo crecer la flor. Todos estos factores, según el Sutra del Diamante, coexisten entre ellos para manifestar lo que llamamos una 'flor'. En otras palabras, no hay una esencia surgida de la nada que sea única y personal a cualquier ser. En particular, no hay ni un ser humano alma que vive más allá de la muerte del cuerpo físico, ni que se extingue con la muerte, ya que, estrictamente hablando, no hay nada que apagar. 
La realidad relativa (es decir, la realidad ilusoria que se percibe) proviene de nuestra creencia de que estamos separados del resto de las cosas en el universo y, a veces, en contradicción con el funcionamiento de la naturaleza y de otros seres. La realidad última o absoluta, en algunas escuelas de pensamiento budista, demuestran que estamos interconectados con todas las cosas. El concepto de no discriminación se extiende sobre este diciendo que, mientras que una silla es diferente de una flor, están interconectados porque cada uno está hecho de no-flor y elementos no-silla. En última instancia, esos elementos son los mismos, por lo que la distinción entre silla y flor es de cantidad no de calidad.
El Sutra del diamante, una escritura Mahāyāna, tiene muchos pasajes que usan la fórmula: A no es A, por lo tanto A se llama A.
Desde un punto de vista metafísico, algunas subescuelas de la escuela Mahayana han planteado la idea de esta realidad última de interconexión como una unidad con todas las cosas, una Naturaleza de Buda la cual ilumina o personifica la 'última dimensión' de la realidad. El Mahayana Uttaratantra Shastra, uno de los 'Cinco tratados', presenta lo que se alega por algunos mahayanistas lo que son las enseñanzas definitivas del Buda sobre cómo debemos entender este terreno de iluminación y aclara la naturaleza y cualidades de la budeidad ('Dharmakaya'). La naturaleza de Buda se declara el verdadero "yo" de Buda, tanto dentro como fuera del samsara y que el ser verdadero es declarado por el Buda en lo que tradicionalmente se dice que es su sutra Mahayana final, el Nirvana Sutra, que es «soberano/autónomo» (aishvaria), «real, verdadero y eterno» (nitia y sasvata). Depende de la nada, pero es totalmente libre

## Realidad y sueños en Dzogchen
En la escuela de budismo tibetano Dzogchen, la realidad percibida se considera irreal.

El cielo real es (saber) que samsara y nirvana no son más que una visión ilusoria.

Según el profesor contemporáneo Chogyal Namkhai Norbu Rinpoche, todas las apariencias percibidas durante toda la vida de un individuo, a través de todos los sentidos, incluidos sonidos, olores, sabores y sensaciones táctiles en su totalidad, son como un gran sueño. Se afirma que, tras un examen cuidadoso, el sueño de la vida y regulares sueños nocturnos no son muy diferentes, y que en su naturaleza esencial no hay diferencia entre ellos.
La diferencia no esencial entre el estado de sueño y la experiencia de vigilia ordinaria es que esta última es más concreta y vinculada a los sentidos; la experiencia del sueño al dormir es un poco distante.
También de acuerdo con esta doctrina, hay una correspondencia entre los estados del sueño y nuestras experiencias cuando al morir. Después de experimentar el estado intermedio del bardo, sobre una persona que sale de él, se crea una nueva ilusión kármica y otra vida comienza. Así es como transmigración sucede.
De acuerdo con las enseñanzas Dzogchen, la energía de un individuo es esencialmente sin forma y libre de dualidad. Sin embargo, las huellas kármicas que están presentes en la corriente mental individual dan lugar a dos tipos de formas:
- Las formas de la experiencia individual como su cuerpo, la voz y la mente
- Las formas de la experiencia individual como un medio externo.

Lo que aparece como un mundo de fenómenos de apariencia externa, es la energía de la persona en sí misma. No hay nada externo o independiente de la persona. Todo lo que se manifiesta en el campo de la experiencia de la persona es un continuo. Esta es la 'Gran Perfección que se descubre en la práctica Dzogchen.
Es posible hacer la práctica de yoga como el Yoga de los Sueños y Yoga Nidra al mismo tiempo que soñamos o dormimos y en otros como bardo y estados de trance. Así, el yogui puede tener una experiencia muy fuerte y obteniendo la comprensión del sueño como la naturaleza de la vida cotidiana. Esto también es muy importante para disminuir los deseos, ya que se basan en la firme creencia de que las percepciones de la vida, tales como los objetos son reales y como consecuencia: importantes. Si uno realmente comprende lo que el Buda Shakyamuni se refería cuando dijo que todo es irreal, entonces puede disminuir los deseos y las tensiones.
El profesor advierte que la comprensión de que la vida es sólo un gran sueño nos puede ayudar a liberarnos finalmente de las cadenas de diferentes emociones, diferentes tipos de fijación y las cadenas del ego. Luego tenemos la posibilidad de obtener la iluminación en última instancia.

## La realidad en los Sutras Tathagatagarbha
En contraste con algunas formas del budismo, las enseñanzas de Buda sobre la «realidad» en las escrituras Mahayana Tathagatagarbha ―que los estados de Buda constituyen la última manifestación del Dharma Mahāyāna (otros sutras Mahayana hacen similares reclamaciones sobre sus propias enseñanzas)― insiste en que hay verdaderamente es una esfera o ámbito de la verdad última ―no sólo un ciclo repetitivo de elementos interconectados, cada uno dependiente de los demás―. Que el ciclo completo de sufrimiento de una generación a otra, es samsara, la prisión del no yo que se reencarna, mientras que la liberación de la dependencia, el forzado renacimiento y servidumbre es el nirvana o la esencia espiritual (tattva / Dharmata). Esta esfera también se llama Tathagatagarbha (matriz de Buda). Es el reino inmortal donde la originación dependiente no tiene influencia, donde el no yo es sustituido por el eterno, soberano (aishvarya) en sí (atman) (como un más allá histórico, incondicionado, en última instancia, liberador, el mundo sin límites y sin embargo, inmanente mente despierta). De esta verdad real, llamada nirvana  ―que, mientras que estando dentro del samsara, no está obligado o encarcelados en él― los estados de Buda en el Majaiana-maja-parinirvana-sutra:
«¿Qué es lo real (tattva)? el conocimiento de los verdaderos atributos del nirvana, el tathagata, el dharma, la sangha, y los atributos del espacio ... es lo real. ¿Qué es el conocimiento de los atributos del nirvana? Los atributos del nirvana son ocho. ¿Cuáles son esos ocho? Cesación [de la ignorancia y el sufrimiento]; belleza/salubridad, verdad, realidad, eternidad, beatitud, el sí mismo (atman, y la completa pureza: eso es el nirvana».
Él también comenta: «...la que está dotada con lo eterno, bendecido, el ser y pureza se dice que es el significado de la 'verdad real'... Por otra parte, lo real es el tathagata [es decir, el Buda]; el tathagata es lo real... El tathagata es no condicionado y no contaminado, completamente feliz: esto es lo real...».
Así, en tales doctrinas, un objetivo muy positivo es visionado, se dice que están más allá del alcance de los cinco sentidos y lo ordinario, mente inquieta, y sólo alcanzable a través de la percepción directa de la meditación, y cuando todos los contaminantes interiores (puntos de vista enrevesados, y todos los contaminantes morales) son expulsados, la intrínsecamente inmortal, impecable, radiante brillante mente de Buda se revela. Este es el reino de la buda-dhatu(popularmente conocida como la naturaleza de Buda) ―inconcebible, a partir de menos, sin fin, verdad omnisciente, el Dharmakaya (quintaesencia cuerpo y mente) del Buda. Esta realidad está vacía de toda falsedad, de impermanencia, ignorancia, aflicciones, y dolor, pero llena de felicidad duradera, pureza, saber interior (jnana), y omnirradiante bondad amorosa (Maitri).